# Finnischer Fußballpokal 1965
Der Finnische Fußballpokal 1965 (finnisch Suomen Cup 1965) war die elfte Austragung des finnischen Pokalwettbewerbs. Er wurde vom finnischen Fußballverband ausgetragen. Das Finale fand am 20. Oktober 1965 im Olympiastadion Helsinki statt. 
Pokalsieger wurde Åbo IFK. Das Team setzte sich im Finale gegen Turku PS mit 1:0 durch und qualifizierte sich damit für den Europapokal der Pokalsieger. Titelverteidiger Lahden Reipas war im Viertelfinale gegen den späteren Sieger Åbo IFK ausgeschieden.
Alle Begegnungen wurden in einem Spiel ausgetragen. Bei unentschiedenem Ausgang wurde das Spiel um zweimal 15 Minuten verlängert. Stand danach kein Sieger fest, wurde das Spiel auf des Gegners Platz wiederholt. Bis zur 3. Runde hatten unterklassige Teams Heimrecht.

## Teilnehmende Teams
Für die erste Hauptrunde waren 41 Vereine der ersten und zweiten Liga direkt qualifiziert. Dazu kamen 23 Mannschaften der dritten und vierten Liga, die nach drei Qualifikationsrunden startberechtigt waren.
| Veikkausliiga (11) | Ykkönen Ost (11) | Ykkönen West (11) | Ykkönen Nord (8) |
| --- | --- | --- | --- |
| - Åbo IFK - Gamlakarleby BK - Haka Valkeakoski - HJK Helsinki - Ilves-Kissat Tampere - Kotkan Työväen Palloilijat - Kuopion PS - Lahden Reipas - TaPa Tampere - Upon Pallo Lahti - Vaasan PS | - Helsingin Pallo-Pojat - Helsingin Palloseura - Helsingin Ponnistus - Herttoniemen Urheilijat - Käpylän Urheilu-Veikot - Kotkan Jäntevä - Lappeenrannan Pallo - Mikkelin Palloilijat - Mikkelin Pallo-Kissat - Sudet Kouvola - Voikkaan Pallo-Peikot | - IF Finströmskamraterna - Hangö IK - Hyvinkään Palloseura - Iirot Rauma - Kronohagens IF - Porin Karhut - RU-38 Pori - Tampereen Kisa-Toverit - Tampereen Pallo-Veikot - Turku PS - Turun Toverit | - IF Drott - Jakobstads BK - Jämsänkosken Ilves - Seinäjoen Sisu - Oulun Palloseura - Oulun Työväen Palloilijat - Tornion Pallo -47 - Vasa IFK |
| Maakuntasarja (19) | Maakuntasarja (19) | Maakuntasarja (19) | Aluesarja (4) |
| - Hämeenlinnan Pallokerho - Helsingin Kullervo - Jalkapalloseura Hunnit - Kallion PS - Kuopion Elo - Kuopion Pallotoverit - Lahden Palloseura                                                | - Leppävaaran Pallo - Malmin Palloseura - Myllykosken Pallo -47 - IF Kraft Närpes - Oulun Tarmo - Pateniemen Vesa | - Porin Pallo-Toverit - Rovaniemen Pallo - Saimaan Pallo - Simpeleen Urheilijat - Turun Teräs - Turun Weikot                                                                                       | - Haapamäen Pallo-Pojat - Pirkkalan Viri - Tampereen Kilpa-Veljet - Vaajakosken Pallo                                                          |

## 1. Runde
|                         | Ergebnis  |                            |
| ----------------------- | --------- | -------------------------- |
| Jalkapalloseura Hunnit  | 2:4       | Kronohagens IF             |
| Kallion PS              | 0:5       | Kotkan Jäntevä             |
| Hangö IK                | 2:1 n. V. | HJK Helsinki               |
| Turun Weikot            | 2:4       | IF Finströmskamraterna     |
| Tampereen Kilpa-Veljet  | 0:5       | Turku PS                   |
| Porin Karhut            | 2:4       | TaPa Tampere               |
| Kuopion Elo             | 2:1       | Mikkelin Pallo-Kissat      |
| Simpeleen Urheilijat    | 0:3       | Kuopion PS                 |
| Rovaniemen Pallo        | 1:3       | Tornion Pallo -47          |
| Jakobstads BK           | 1:2       | Vaasan PS                  |
| Pirkkalan Viri          | 4:0       | Iirot Rauma                |
| RU-38 Pori              | kampflos  | Ilves-Kissat Tampere       |
| Tampereen Pallo-Veikot  | 4:1       | Helsingin Palloseura       |
| Helsingin Pallo-Pojat   | 1:3       | Käpylän Urheilu-Veikot     |
| Lahden Palloseura       | 7:0       | Helsingin Kullervo         |
| Malmin Palloseura       | 2:1       | Herttoniemen Urheilijat    |
| Turun Teräs             | 1:5       | Tampereen Kisa-Toverit     |
| Mikkelin Palloilijat    | 1:2 n. V. | Upon Pallo Lahti           |
| Leppävaaran Pallo       | 1:3       | Helsingin Ponnistus        |
| Porin Pallo-Toverit     | 1:5       | Åbo IFK                    |
| Hämeenlinnan Pallokerho | 6:2       | Voikkaan Pallo-Peikot      |
| Lappeenrannan Pallo     | 1:3       | Lahden Reipas              |
| Hyvinkään Palloseura    | 3:1       | Jämsänkosken Ilves         |
| Sudet Kouvola           | 1:4       | Kotkan Työväen Palloilijat |
| Myllykosken Pallo -47   | 4:1       | Saimaan Pallo              |
| Turun Toverit           | 5:3       | Haka Valkeakoski           |
| IF Kraft Närpes         | 1:5       | Seinäjoen Sisu             |
| Vasa IFK                | 2:6 n. V. | Oulun Työväen Palloilijat  |
| Vaajakosken Pallo       | 5:3       | Kuopion Pallotoverit       |
| Oulun Tarmo             | 5:2 n. V. | IF Drott                   |
| Pateniemen Vesa         | 4:2       | Oulun Palloseura           |
| Haapamäen Pallo-Pojat   | 4:6       | Gamlakarleby BK            |

## 2. Runde
|                         | Ergebnis  |                            |
| ----------------------- | --------- | -------------------------- |
| Kronohagens IF          | 0:2       | Kotkan Jäntevä             |
| Hangö IK                | 2:1 n. V. | IF Finströmskamraterna     |
| Turku PS                | 3:1       | TaPa Tampere               |
| Kuopion Elo             | 0:4       | Kuopion PS                 |
| Tornion Pallo -47       | 3:0       | Vaasan PS                  |
| Pirkkalan Viri          | 0:3       | RU-38 Pori                 |
| Tampereen Pallo-Veikot  | 0:2       | Käpylän Urheilu-Veikot     |
| Lahden Palloseura       | 4:0       | Malmin Palloseura          |
| Tampereen Kisa-Toverit  | 1:3       | Upon Pallo Lahti           |
| Helsingin Ponnistus     | 2:5       | Åbo IFK                    |
| Hämeenlinnan Pallokerho | 1:2       | Lahden Reipas              |
| Hyvinkään Palloseura    | 1:5 n. V. | Kotkan Työväen Palloilijat |
| Myllykosken Pallo -47   | 3:4       | Turun Toverit              |
| Seinäjoen Sisu          | 2:4       | Oulun Työväen Palloilijat  |
| Vaajakosken Pallo       | 6:0       | Oulun Tarmo                |
| Pateniemen Vesa         | 0:4       | Gamlakarleby BK            |

## 3. Runde

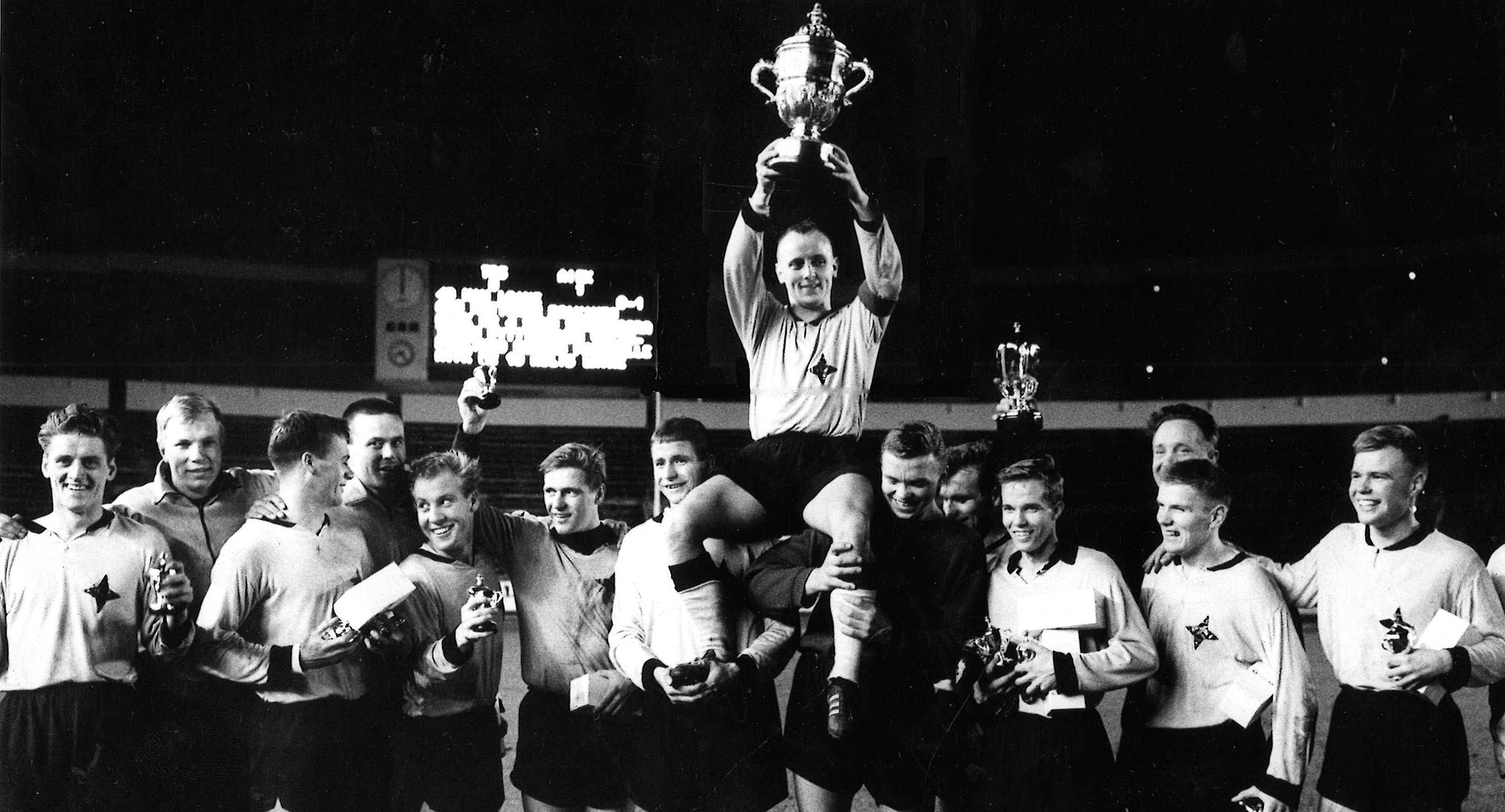
Torschütze Aulis Laine auf den Armen seiner Mitspieler, nach dem Pokalsieg 1965

|                        | Ergebnis |                            |
| ---------------------- | -------- | -------------------------- |
| Kotkan Jäntevä         | 2:1      | Hangö IK                   |
| Turku PS               | 0:2      | Kuopion PS                 |
| Tornion Pallo -47      | 0:5      | RU-38 Pori                 |
| Käpylän Urheilu-Veikot | 4:3      | Lahden Palloseura          |
| Upon Pallo Lahti       | 1:3      | Åbo IFK                    |
| Lahden Reipas          | 7:1      | Kotkan Työväen Palloilijat |
| Turun Toverit          | 5:0      | Oulun Työväen Palloilijat  |
| Vaajakosken Pallo      | 2:3      | Gamlakarleby BK            |

## Viertelfinale
|                | Ergebnis  |                        |
| -------------- | --------- | ---------------------- |
| Kotkan Jäntevä | 0:4       | Turku PS               |
| RU-38 Pori     | 1:3       | Käpylän Urheilu-Veikot |
| Åbo IFK        | 1:0       | Lahden Reipas          |
| Turun Toverit  | 4:3 n. V. | Gamlakarleby BK        |

## Halbfinale
|          | Ergebnis |                        |
| -------- | -------- | ---------------------- |
| Åbo IFK  | 4:3      | Turun Toverit          |
| Turku PS | 5:1      | Käpylän Urheilu-Veikot |

## Finale
| Paarung   | Turku PS – Åbo IFK |
| Ergebnis  | 0:1 (0:0) |
| Datum     | 20. Oktober 1965 |
| Stadion   | Olympiastadion, Helsinki |
| Zuschauer | 1.936 |
| Tore      | 0:1 Aulis Laine (49.) |
| Åbo IFK   | Teemu Koskikuusi – Bengt Boman, Thorbjörn Lundqvist, Simo Syrjävaara – Timo Niemi, Erik Lönnfors, Pekka Laakso – Hans Martin, Reijo Kanerva, Aulis Laine, Caj Stjärnstedt |